# Луї Маршан

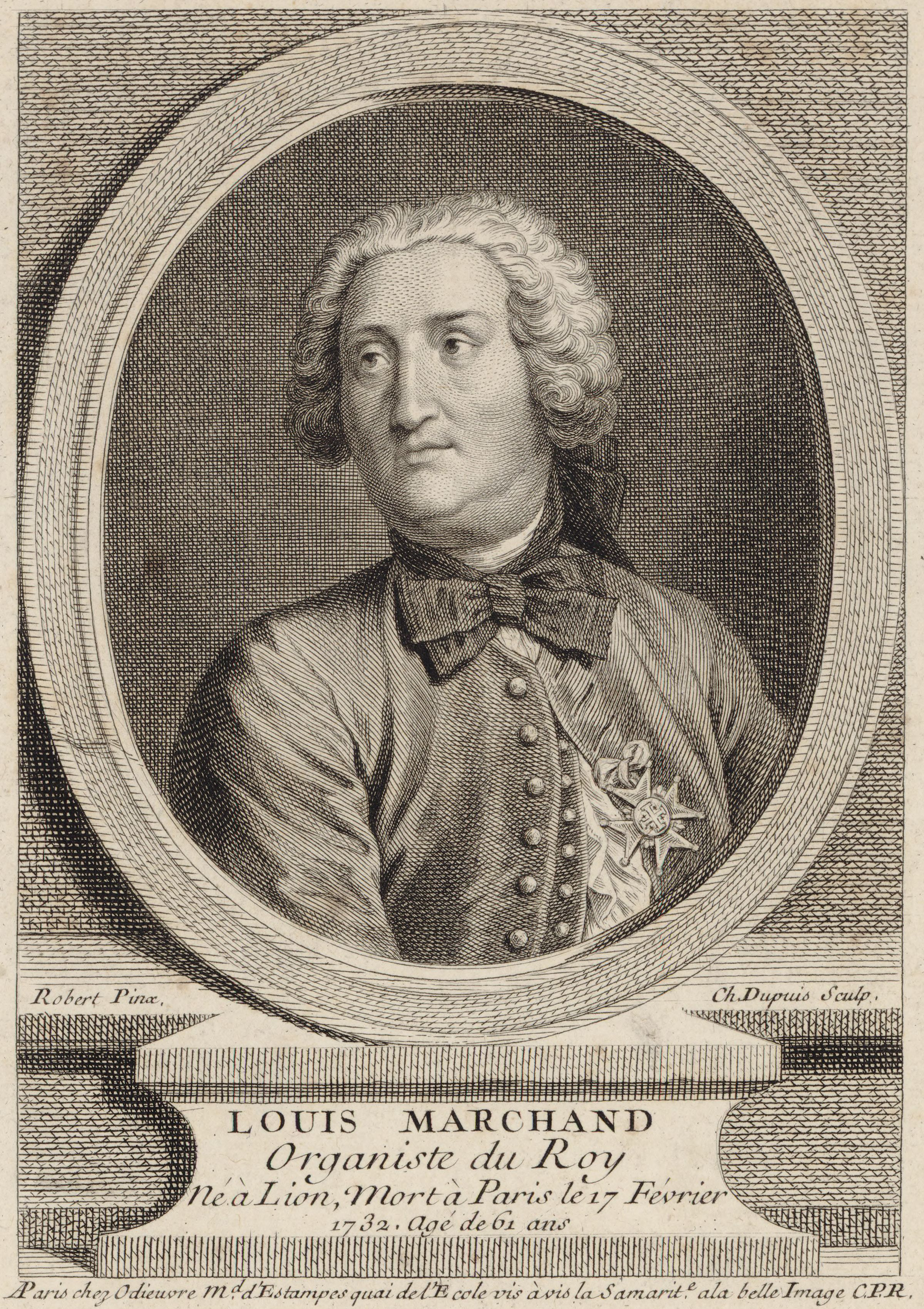
Луї Маршан

Луї Маршан (фр. Louis Marchand, 2 лютого 1669, Ліон — 17 лютого 1732, Париж) — французький композитор, клавесиніст, органіст.
У свій час Луї Маршан вважався у Франції єдиним конкурентом Франсуа Куперену на органі та клавесині.

## Біографія
Луї Маршан походив із родини органістів. Вже у 15 років він був титулярним органістом в соборі Неверу. Був також дуже амбіційним та мав важкий характер, через що мав багато бід зі своєю дружиною (вона була із родини Дені, відомих виробників клавесинів) і колегами-музикантами (він не задумуючись присвоював собі твори інших композиторів, наприклад «Bergeries» Куперена). Скоро після переїзду в Париж, його талант та інтриги дозволили йому стати титулярним органістом у багатьох церквах, зокрема у Сен Бенуа та у Францисканському монастирі, і в 1708 одним з органістів Королівської каплиці.
Без сумніву, через свій прикрий характер він був звільнений із цієї посади у 1713. Згідно із чутками, насправді, його непокоїла дружина, яка забирала завжди половину його зарплати, через що він одного дня 1713 року, перед вшануванням меси у Королівській каплиці Версаля, він покинув трибуну (в присутності короля) на середині служби, кажучи, що якщо він не отримує більше, ніж половину своєї зарплати, то і не повинен виконувати більше, ніж половину служби Божої. Після цього інциденту Маршану лагідно порадили покинути країну, щоб уникнути більш жорсткого покарання (так як Людовик XIV, не зважаючи на все, був завжди прихильним до нього). Тоді він здійснив вимушену подорож по Європі, зокрема був у Німеччині, де його віртуозність принесла йому значний успіх і викликала заздрощі у побратимів-музикантів, які не оцінили його характер.
Він повернувся згодом у Францію, щоб закінчити кар'єру вже органістом та професором. Серед його можливих учнів фігурують П'єр дю Маж, Жан-Адам Ґілен та Луї-Клод Дакен.

## Твори
Декілька творів Маршана, що увійшли до історії достатньо, щоб підтвердити його талант, висоту його натхнення і витонченість його гармонії.

### Для органа
Луї Маршан написав кілька десятків різних творів для органа. Александр Ґільман у своєму виданні «Архівів майстрів органу» фр. Archives des maîtres de l'orgue (1901) ділить ці твори на п'ять томів. «Перша книга» включає 12 п'єс. Вона була опоблікована дочкою Маршана і вдовою Бойвен у рік його смерті в Парижі (1932).
Інші п'єси залишилися у рукописному вигляді і зберігаються у муніципальній бібліотеці Версалю.
Деякі його твори вважаються шедеврами, зокрема «Grand Dialogue du 5e ton» (Третя книга) та «Fond d'orgue», мі мінор (Друга книга), із дисонантною та містичною гармонією.

### Для клавесина
- «Перша книга. П'єси для клавесина, написані паном Маршаном» фр. Livre Premier.Pièces de clavecin composées par Monsieur Marchand, що вийшла 1702 року та «Друга книга» фр. Livre Second (1703). Кожна із збірок містить одну по одній сюїті.
- Третя книга п'єс для клавесина була написана приблизно в 1715 році і знайдена у 2003 році (рукопис кінця вісімнадцятого століття). Там містяться 12 п'єс у до мінорі та 2 у до мажорі.